# Elin K. (schip, 1937)
De Elin K. was een Noors motorvrachtschip van 5.214 ton, dat tijdens de Tweede Wereldoorlog door een Duitse onderzeeboot werd getorpedeerd.

## Geschiedenis
De Elin K. werd afgebouwd in 1937 op de scheepswerf van Bremer Vulkan, Vegesack, met als eigenaar Jacob Kjøde A/S, Bergen, met als thuishaven Bergen.
Op haar laatste reis voer het schip vanuit Sydney (Australië), - Cristóbal (Panama), via New York naar Belfast in Noord-Ierland samen met het grote konvooi HX-229. Haar bemanning bestond uit 40 bemanningsleden en had een lading bij van 7.000 ton tarwe, mangaanerts en 339 zakken post. Het zes jaar oude Noorse schip zou nooit Noord-Ierland bereiken.
Op 16 maart 1943 omstreeks 23.00 uur lanceerde de U-603, onder bevel van Hans-Joachim Bertelsmann, drie FAT's en één G7 torpedo's op konvooi HX-226. De bemanning van de onderzeeboot hoorde een bepaalde en mogelijke ontploffing omdat de U-603 dieper onder water moest blijven voor de FAT-torpedo's die in gevaarlijke kringen rondtoerden en die geen vriend of vijand herkenden. De enige scheepstreffer was op de Elin K., met kapitein Robert Johannessen als gezagvoerder, die door één torpedo werd geraakt en ten slotte zonk in positie 50°38’ noord en 34°46’ west.
Alle 40 bemanningsleden verlieten het schip in de reddingsboten en werden even later opgepikt door het korvet HMS Pennywort (K 111). Er waren geen slachtoffers gevallen.